# Robin Vokaer
Robin Vokaer, né le 19 décembre 1966 à Uccle (Bruxelles), est un sculpteur belge.

## Biographie
Robin Vokaer est diplômé de l'École Supérieur des Arts Le 75 en 1990 à Bruxelles en céramique et en sculpture, il y a été formé au sein de l'atelier du sculpteur Michel Smolders.
Il complète sa formation de 1991 à 1994 par plusieurs voyages d'étude, notamment à Carrare en Italie et au Portugal.
Sa carrière prend son envol dès 1993 avec sa première exposition individuelle à la galerie Pierre Hallet à Bruxelles. Il remporte la même année le Prix Godecharle de sculpture, puis en 1994 le Prix de la Jeune sculpture au Musée d'art contemporain en plein air du Sart Tilman ainsi que le second prix de sculpture monumentale du Musée Alice et David Van Buuren.
La Fondation belge de la vocation lui octroie une bourse en 1995 qui le soutient dans la poursuite de sa carrière.
Robin Vokaer se consacre alors à la réalisation d'un nombre important de sculptures monumentales en bois. Sa collaboration soutenue avec la galerie Pierre Hallet lui permet d'avoir une visibilité internationale au travers de foires d'art contemporain telles que Art Cologne en 1994 et 1998 (Allemagne), Arte Fiera Bologne en 1997 (Italie), Art Frankfurt en 1998 (Allemagne), Carrousel du Louvre en 1999 (Paris, France) et de nombreuses participations à Art Brussels.
À partir des années 2000, il met en œuvre une série de sculptures à partir de matériaux de récupération. Il développe également un travail minimaliste à partir d'assemblages de cubes.
Les années 2010 voient l'apparition de sculptures constituées de fragments de pierre bleue assemblés exposées à la galerie Faider. Ces œuvres marquent le début d'une nouvelle période dans le travail de Robin Vokaer caractérisée par la présence de plus en plus importante de la transparence dans la conception des volumes, introduisant un dialogue entre vide et plein.
Depuis 2019, Robin Vokaer utilise les outils numériques pour jeter un pont entre les savoir-faire traditionnels et les nouvelles technologies. Les œuvres les plus récentes font dialoguer le marbre, le bois et le bronze.
Aujourd'hui, Robin Vokaer vit et travaille à Bruxelles. Il est représenté par la galerie Marie-Ange Boucher à Bruxelles et la galerie Quai 4 à Liège.

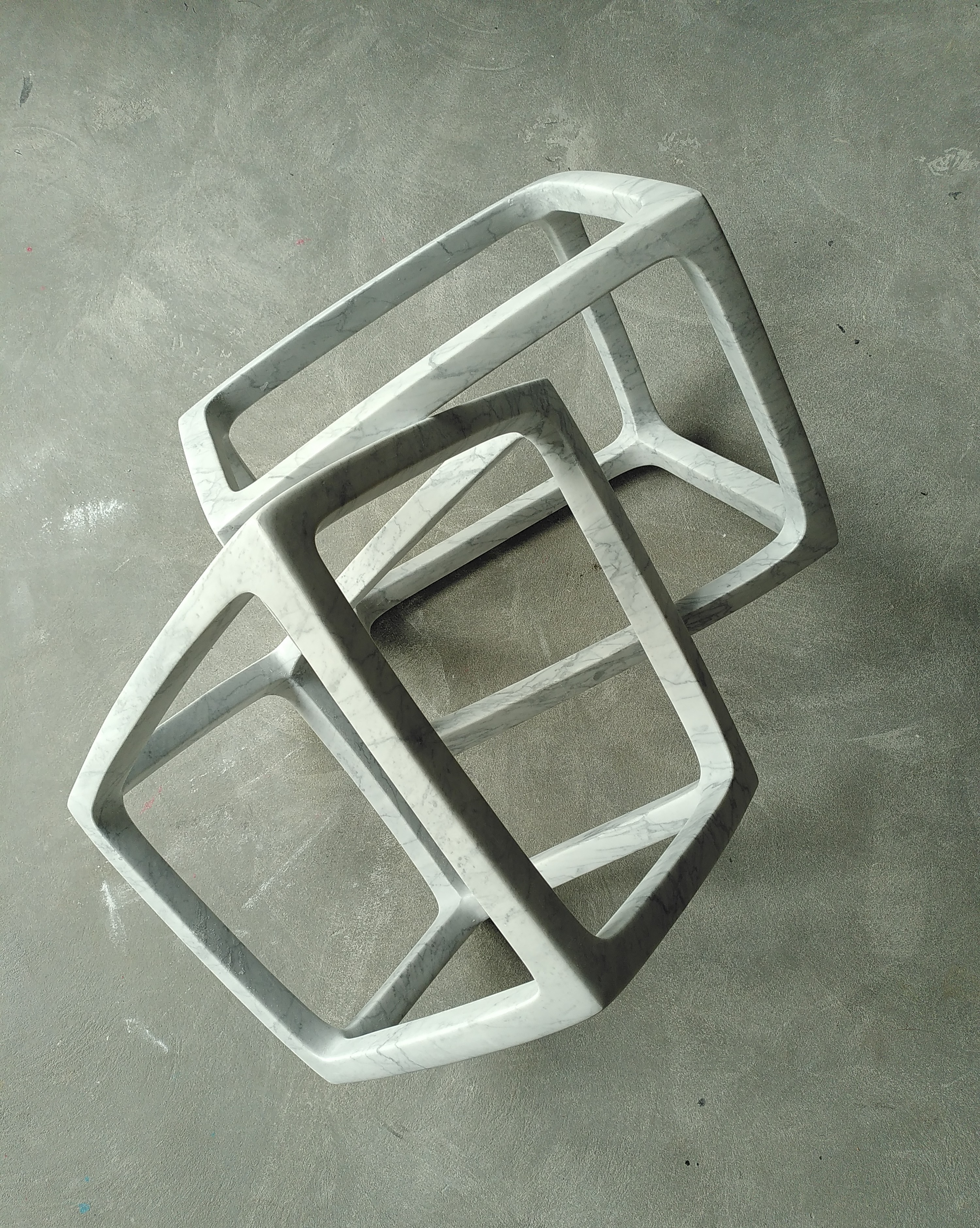
Marbre de Carrare - 2021 - H: 70 cm

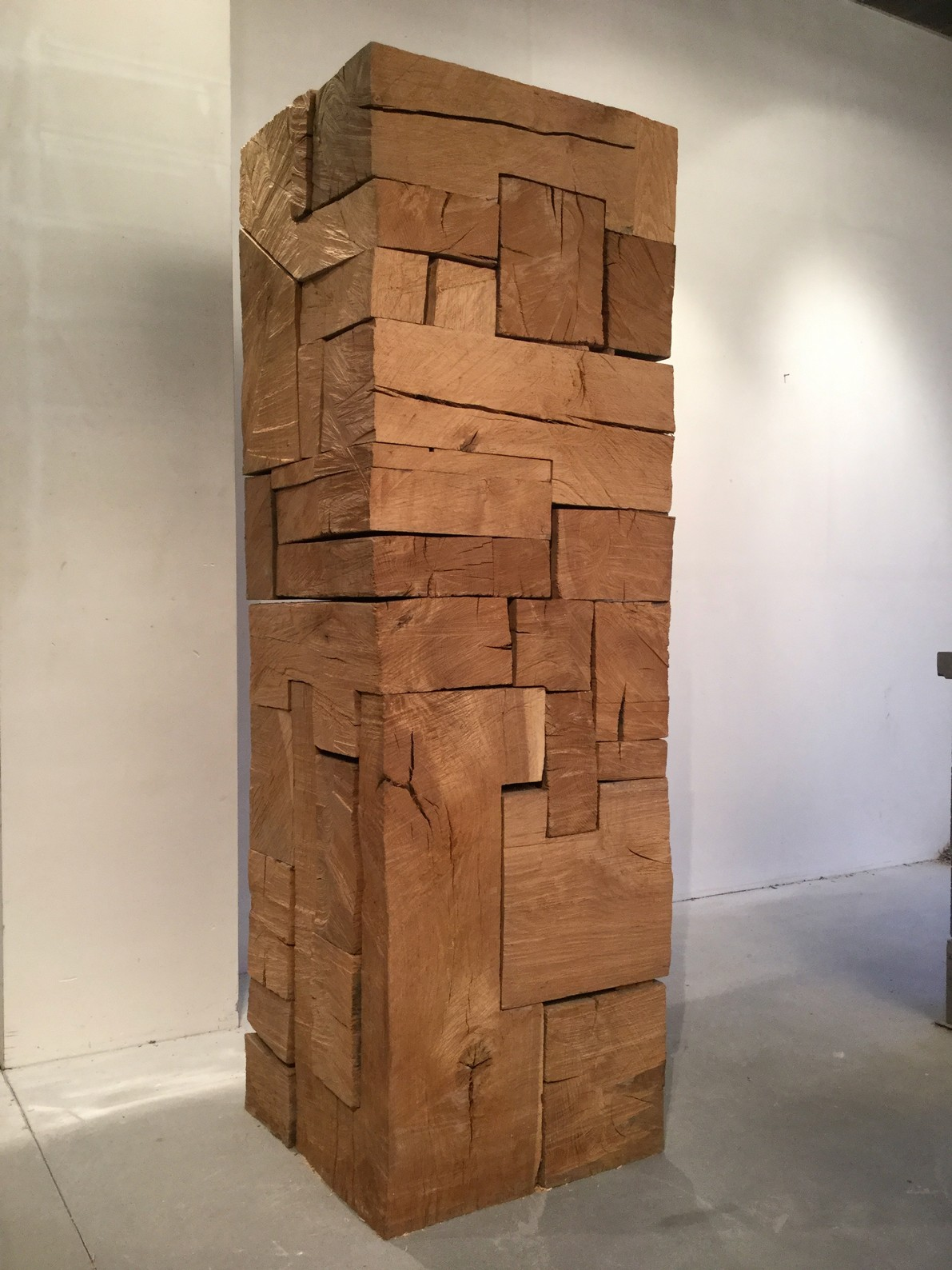
Chêne 1997, Prix André Willequet de l’académie royale de Belgique 2007.

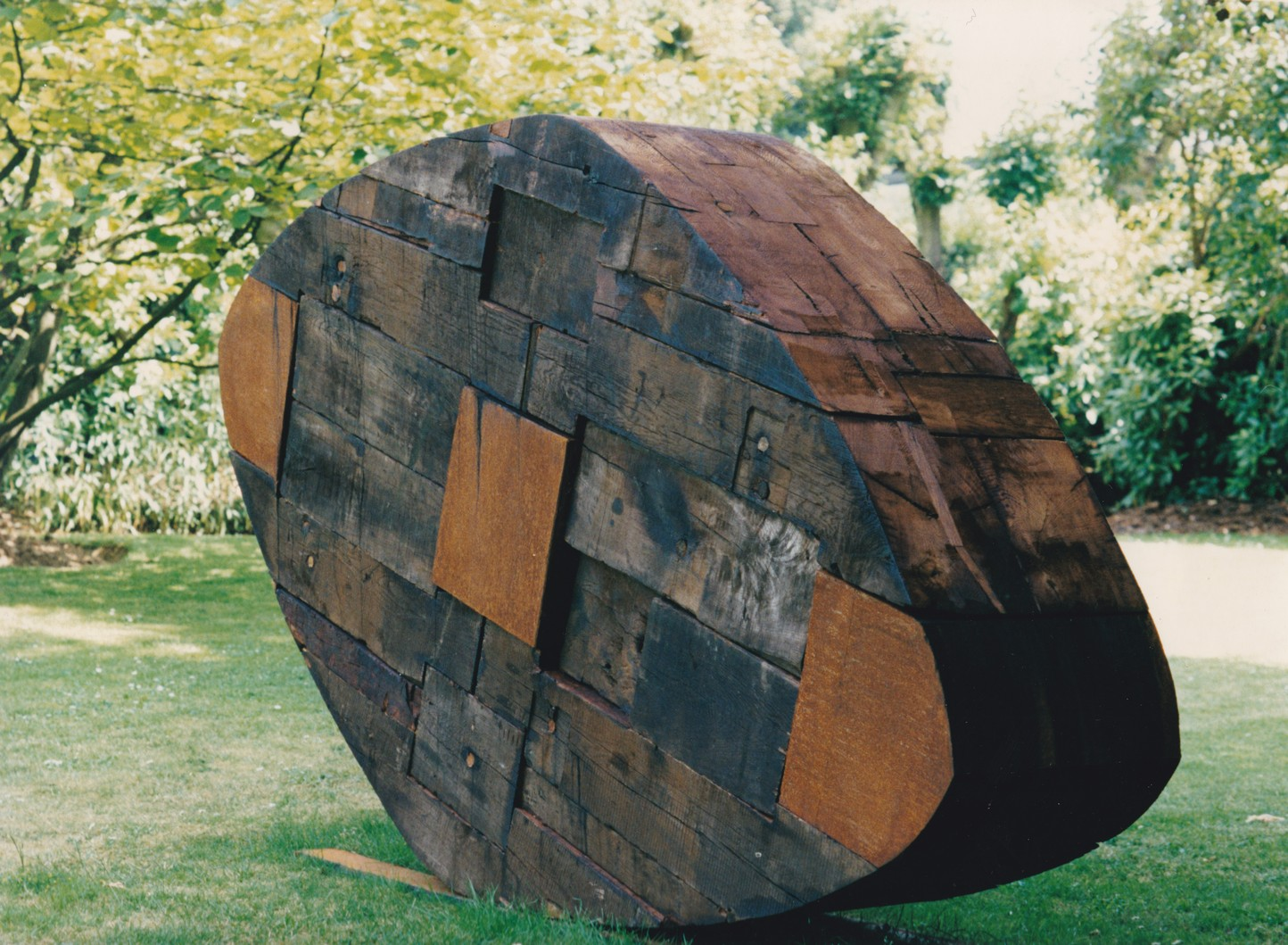
Bois et acier 1994 - Prix de sculpture en plein air du Sart Tilman 1994 - Second prix David et Alice Van Buuren de sculpture monumental 1994.

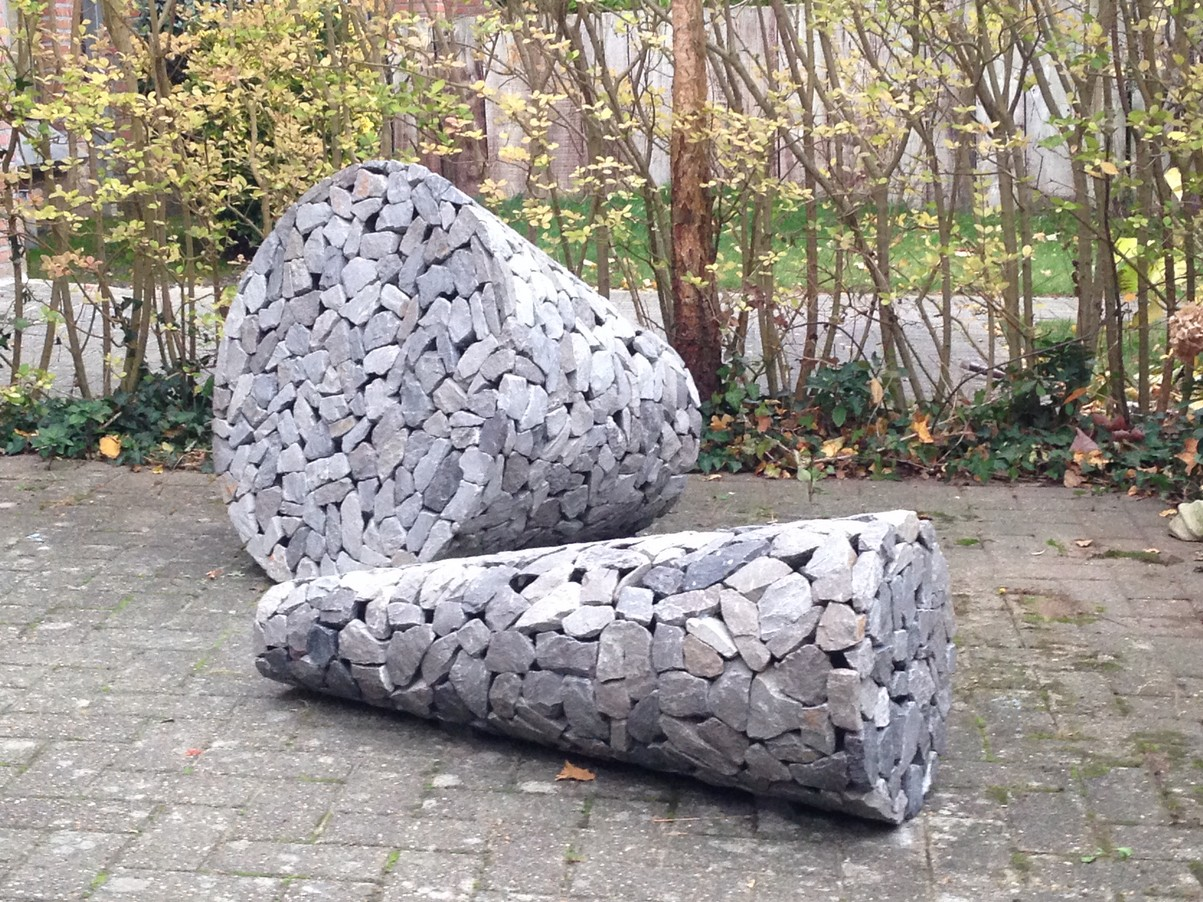
Petit granit - 2014.

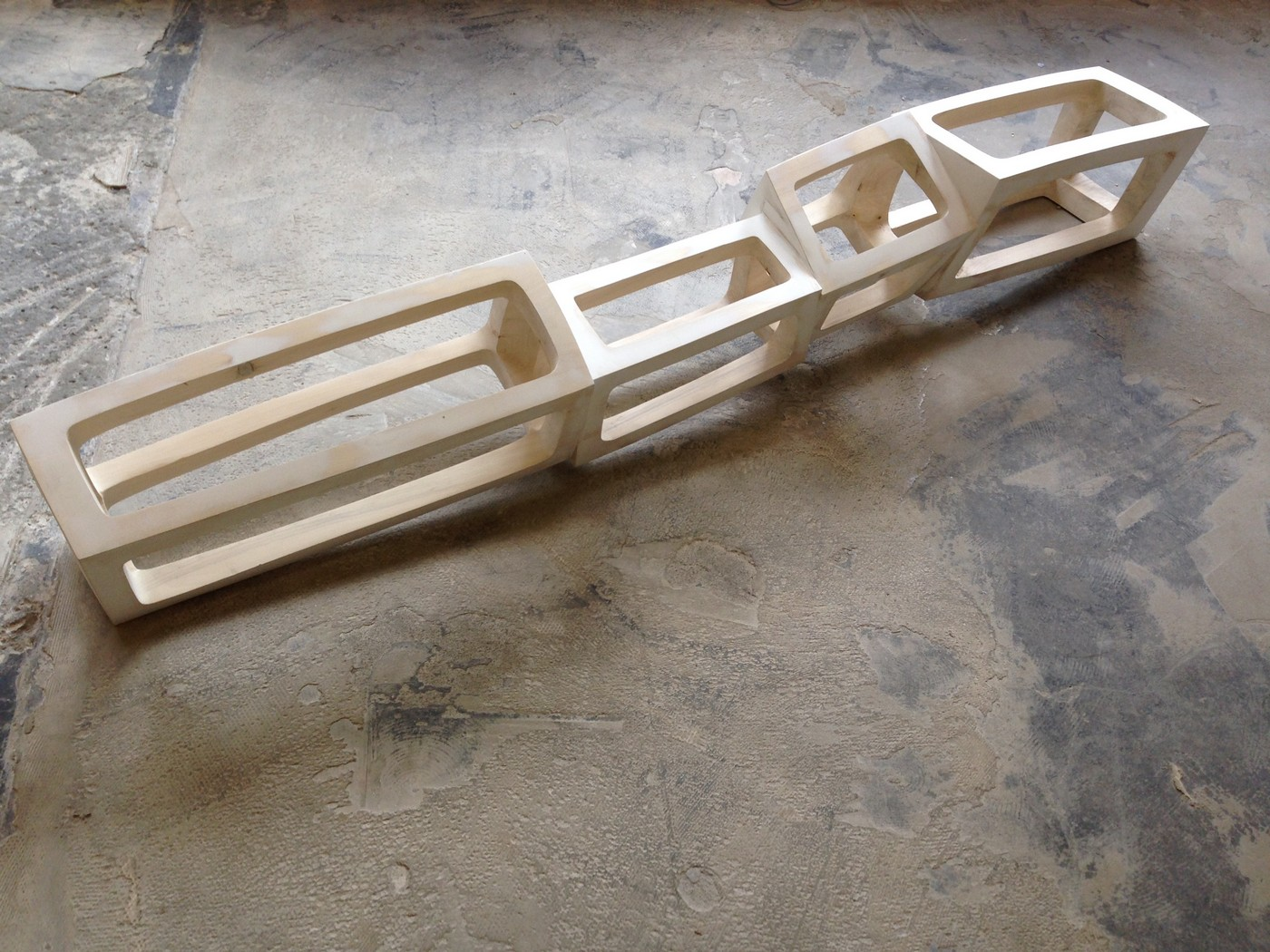
Peuplier - 210 x 40 x 40 cm - 2017 - Young International Artist- Galerie Pierre Hallet, Bruxelles

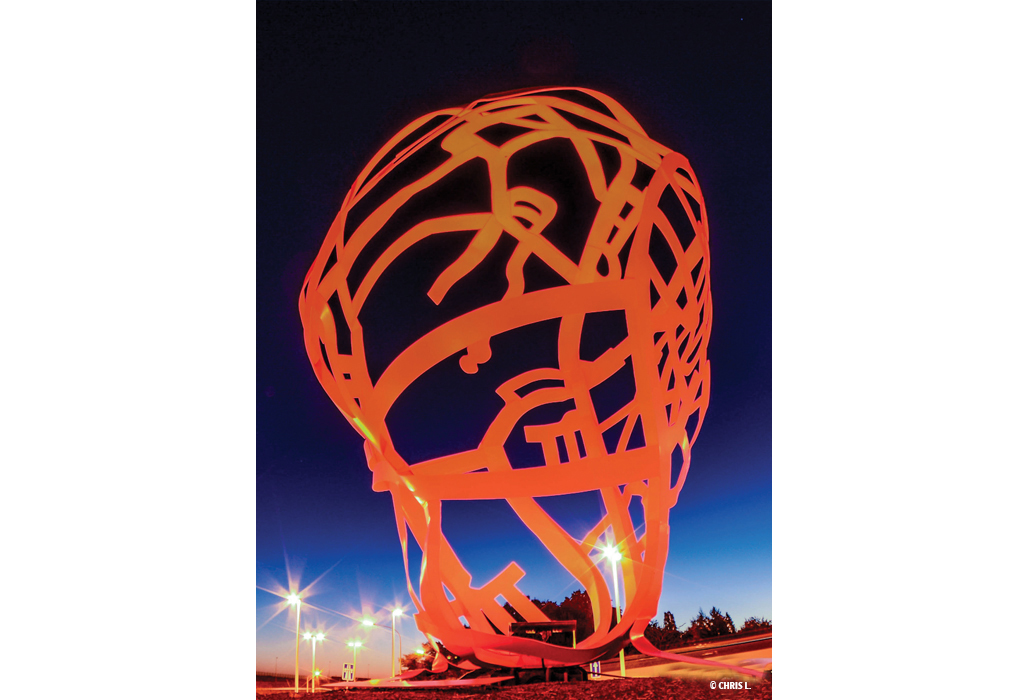
Le Cœur, réalisé pour la commune de Flémalle. Sortie 4 de l’autoroute E42. Coordonnées GPS: 50°37’28.5″N 5°25’46.2″E

### Catalogues d’exposition
- « Robin Vokaer », Galerie Pierre Hallet, Bruxelles, 1994.
- « Annick Blavier-Robin Vokaer », Centre Wallonie-Bruxelles, Paris, 1998.
- « La pierre, dialogues et métamorphoses III », Service de la Culture de la Province de Namur, Namur, 2001.
- « Cubes », Schréder, Bruxelles, 2002.
- « Robin Vokaer », Galerie Marie-Ange Boucher, Bruxelles, 2023.

## Collections publiques contenant des œuvres de Robin Vokaer
- Communauté française de Belgique (Fédération Wallonie-Bruxelles)[9]
- Banque nationale de Belgique
- Ville de Flémalle[10]